# Vanguard (rakieta)
Vanguard – pierwsza amerykańska rakieta nośna. Powstała na bazie cywilnych rakiet atmosferycznych Viking. Konstrukcję rakiety nadzorowała Marynarka Wojenna USA. Vanguard, w ramach Międzynarodowego Roku Geofizycznego, miał wynieść pierwszego amerykańskiego sztucznego satelitę. Jednak fiasko programu (wysoka zawodność) zadecydowało, że pierwszego satelitę USA wyniosła rakieta Jupiter C. Drugi stopień rakiety był później użyty w rakietach rodzin Able, Delta, Able-Star. Trzeci stopień na paliwo stałe był używany w rakietach Scout, pociskach UGM-27 Polaris i LGM-30 Minuteman.

## Tło historyczne
W 1955, USA zapowiedziały plany wyniesienia w kosmos satelity naukowego mającego działać w ramach Międzynarodowego Roku Geofizycznego, 1957/1958. Istniało wówczas trzech możliwych kandydatów na rakietę nośną dla zapowiedzianego statku: SM-65 Atlas Sił Powietrznych, pochodne pocisków IRBM Redstone Wojsk Lądowych, i atmosferyczna rakieta Viking Marynarki Wojennej. Ponieważ pociski balistyczne Atlas i Redstone były projektami czysto wojskowymi, nie chciano, aby były opóźnione z powodu nowego zastosowania. Dlatego też, we wrześniu 1955 wyznaczono Marynarkę Wojenną na rozpoczęcie programu budowy rakiety nośnej, pod nazwą Vanguard. Firma Martin, producent rakiet Viking, została wybrana na głównego kontrahenta. Ministerstwo Obrony postawiło przed Marynarką trzy cele do osiągnięcia do wiosny 1958:
- umieścić satelitę na orbicie w czasie Międzynarodowego Roku Geofizycznego
- wykonać eksperymenty naukowe na orbicie
- śledzić lot satelity i utrzymywać zadaną orbitę

W wyborze Vanguarda duże znaczenie miały kwestie polityczne. Rakieta oparta na pociskach Redstone byłaby prawdopodobnie gotowa wcześniej. Vanguard nadzorowany przez Naval Research Laboratory, placówkę znaną bardziej jako naukową niż wojskową, miał jednak pomóc w podkreśleniu, że misja przyszłego satelity nie ma znaczenia militarnego. Miało to znaczenie w uniknięciu dyskusji, czy przelot satelity nad obcymi krajami będzie legalny czy nie.
Pierwsze dwa loty programu Vanguard, oznaczone jako Test Vehicle TV i numerami 0, 1, 2, nie były lotami całej rakiety. Lot TV-0 i TV-1, to loty rakiet Viking. TV-0 wystrzelono 8 grudnia 1956 – miał testować system telemetrii. TV-1 wystrzelono 1 maja 1957. Miał testować człon na paliwo stałe.
Amerykańską odpowiedzią na Sputnika miał być „grejpfrut”, jak media określiły 1,4-kilogramowego, sferycznego satelitę Vanguard (średnica 15 centymetrów). Lot z ładunkiem TV-3, 6 grudnia 1957 był pierwszą amerykańską próbą wystrzelenia sztucznego satelity. Jednak zakończył się porażką i upokorzeniem USA. Ponieważ start był transmitowany przez telewizję, cała Ameryka zobaczyła, jak 2 sekundy po starcie, ledwie oderwawszy się od ziemi rakieta wzniosła się na wysokość jednego metra i zaczęła pionowo spadać na wyrzutnię. Chwilę później eksplodowała. Sam satelita wyszedł z opresji cało — był pokiereszowany, ale nieustannie nadawał sygnał radiowy, który docelowo miał popłynąć z orbity. Satelitę można dziś oglądać w jednym z waszyngtońskich muzeów. Satelitę nazwano „kaputnik”. Amerykanie i amerykańskie media określały wówczas to wydarzenie, jako ogromnie upokarzające (słowa senatora Lyndona B. Johnsona) i porażka amerykańskiego programu kosmicznego. Radzieccy delegaci przy ONZ ironicznie pytali swoich amerykańskich odpowiedników, czy przypadkiem USA nie chce przystąpić do prowadzonego przez ZSRR programu przekazywania technologii krajom zacofanym. Następnego dnia rano ceny akcji producenta rakiety, firmy Martin spadły tak znacząco, że o 11:50 dyrektor nowojorskiej giełdy zawiesił obrót udziałami spółki. O 13:23 obrót przywrócono, mimo to cena akcji znacząco spadła.

## Konstrukcja
Vanguard nie posiadał stateczników. Pierwszy i trzeci stopień kierowane były dyszami wylotowymi. Systemy telemetryczne, autopilot i układ kierowania inercyjnego były umieszczone w drugim stopniu. Stopień trzeci stabilizowany był obrotowo. Ruch obrotowy inicjowało odłączenie drugiego członu.

## Chronologia
- 19 marca 1955: USA planuje wysłanie satelity w ramach Międzynarodowego Roku Geofizycznego. Dr Alan T. Waterman z National Science Foundation prezentuje prezydentowi USA, Dwightowi Eisenhowerowi, plan realizacji tego zadania.
- 29 lipca 1955: zatwierdzenie planu przez Eisenhowera.
- 1 sierpnia 1955: specjalny komitet wyznacza Marynarkę Wojenną z programem Vanguard do wystrzelenia pierwszego amerykańskiego satelity.
- 9 września 1955: Komitet Stewarta przy Departamencie Obrony głosuje 7 do 2 za porzuceniem Projektu Orbiter (rakiet bazujących na IRBM Redstone na rzecz rozwoju rakiet bazujących na rakietach Viking. Departament Obrony upoważnia Navy Research Laboratory do prac nad programem Vanguard.
- Kontrahentem w programie Vanguard zostaje firma Martin Co.
- 11 kwietnia 1957: test sprzętu Vanguard (nadajniki, termometry, barometry, czujniki promieniowania kosmicznego i pyłu meteorytowego) na pokładzie rakiety atmosferycznej. Rakieta wznosi się na wysokość ponad 200 km.
- 1 maja 1957: suborbitalny test dwuczłonowej rakiety złożonej ze zmodyfikowanej rakiety Viking i rakiety na paliwo stałe (przyszłego trzeciego członu). Rakieta wznosi się na wysokość około 194 km i wykonuje założone cele.
- 1 października 1957: zakończenie budowy systemu namierzania i śledzenia dla rakiety Vanguard
- Prezydent Eisenhower, w oświadczeniu prasowym, gratuluje Sowietom wysłania Sputnika.

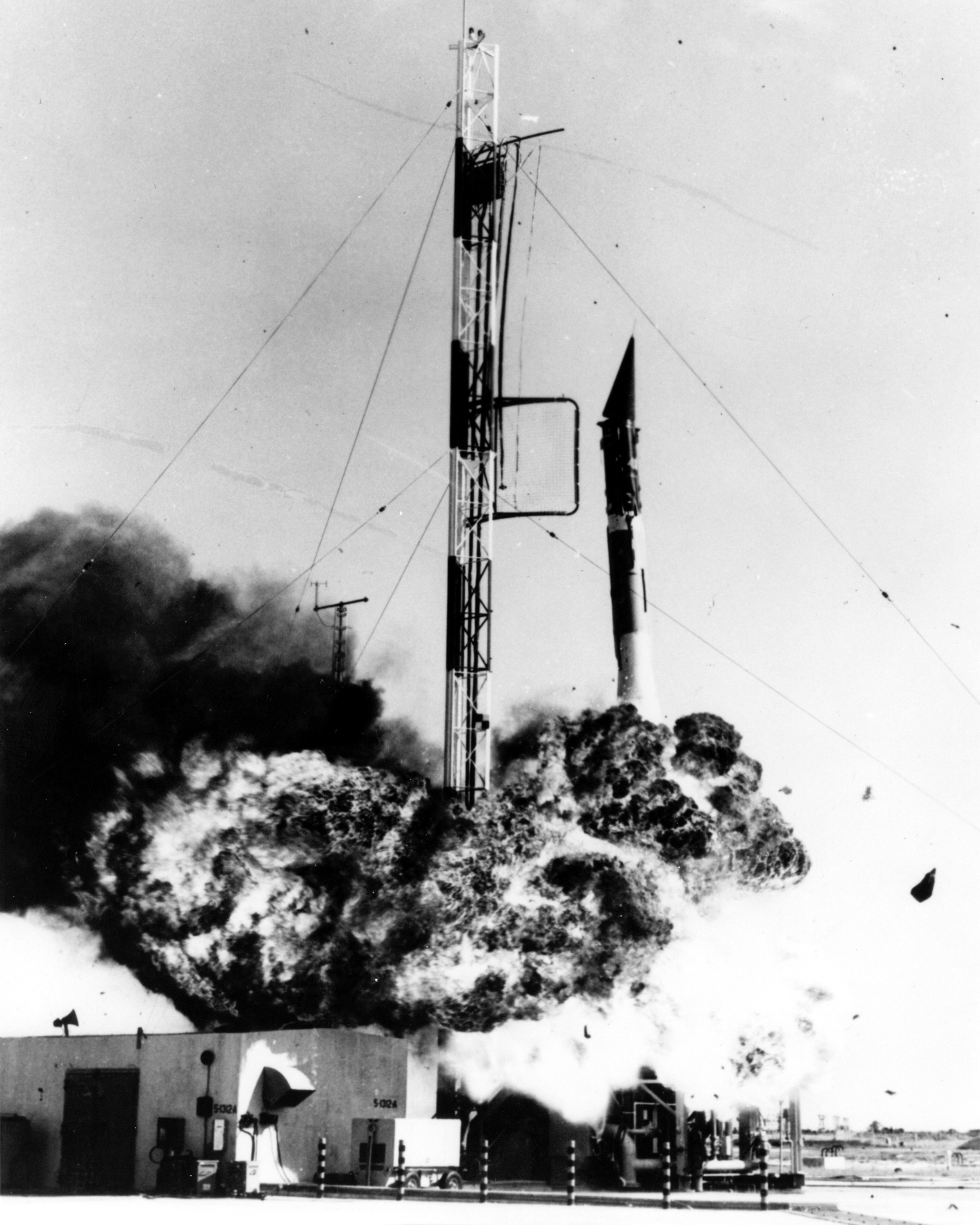
Eksplozja rakiety Vanguard w 2. sekundzie lotu

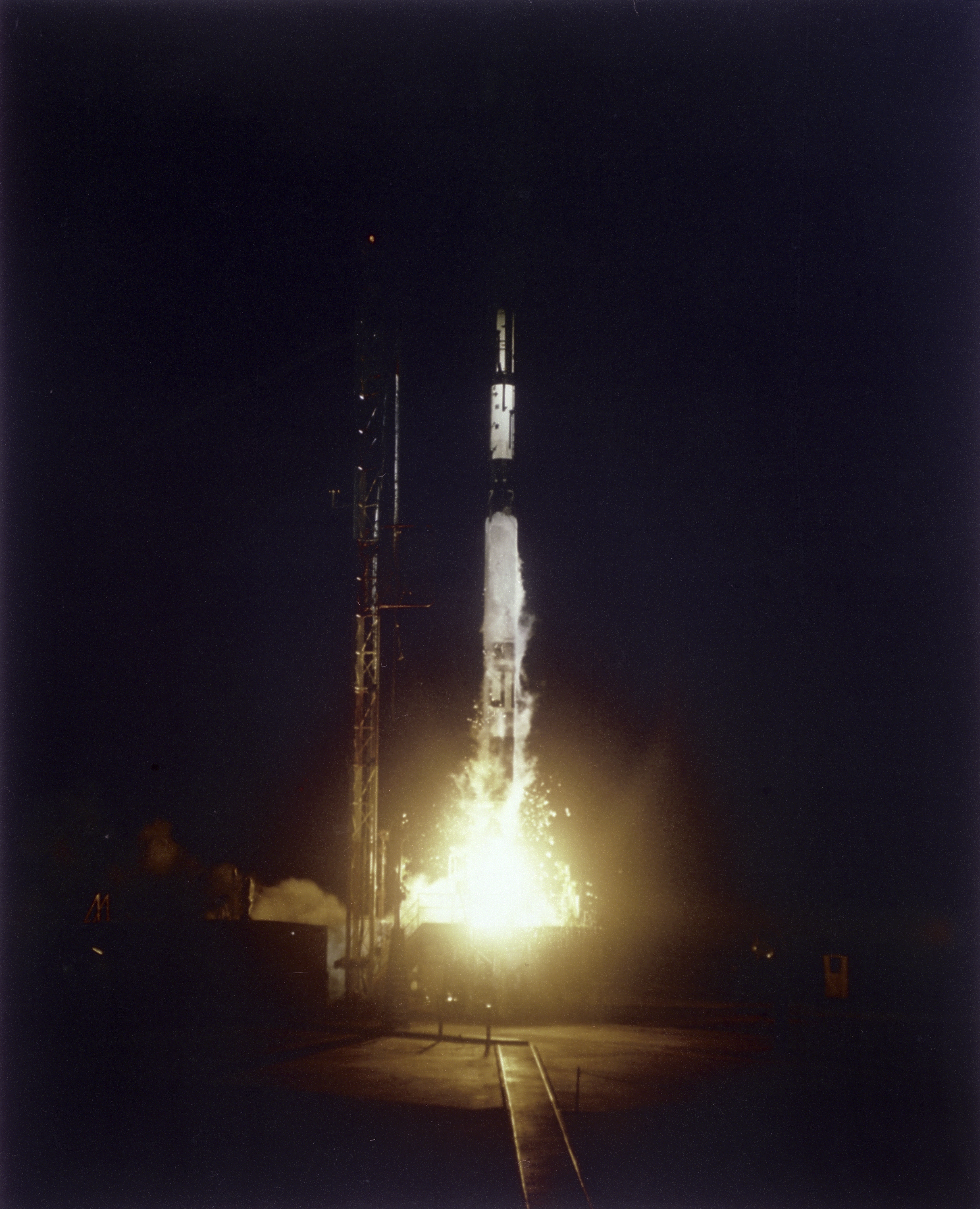
Ostatni lot rakiety Vanguard, 18 września 1959. Na pokładzie: Vanguard 3

1. 23 października 1957, ? GMT; s/n TV-2; miejsce startu: Przylądek Canaveral (LC18A), USA
Ładunek: brak; Uwagi: start udany. Start po parokrotnych, przerywanych próbach. Drugi i trzeci człon niedziałający. Udany test rozdzielenia 1. członu od 2. i wprawienia w ruch obrotowy członu trzeciego
2. 6 grudnia 1957, 16:44:35 GMT; s/n TV-3; miejsce startu: Przylądek Canaveral (LC18A), USA
Ładunek: Vanguard TV3; Uwagi: start nieudany – 2 sekundy po starcie, rakieta straciła ciąg i eksplodowała; pierwsza amerykańska próba wystrzelenia satelity – media USA określały ją wówczas, jako ogromny wstyd i porażka amerykańskiego programu kosmicznego
3. 5 lutego 1958, 07:33 GMT; s/n TV-3BU; miejsce startu: Przylądek Canaveral (LC18A), USA
Ładunek: Vanguard 1B; Uwagi: start nieudany – utrata kontroli nad rakietą w 57 sekundzie lotu
4. 17 marca 1958, 12:15:41 GMT; s/n TV-4; miejsce startu: Przylądek Canaveral (LC18A), USA
Ładunek: Vanguard 1C; Uwagi: start udany. Orbitę osiągnął trzeci stopień rakiety (COSPAR: 1958-002A)
5. 29 kwietnia 1958, 02:53 GMT; s/n TV-5; miejsce startu: Przylądek Canaveral (LC18A), USA
Ładunek: Vanguard 2A; Uwagi: start nieudany z powodu nieodpalenia się 3. członu
6. 28 maja 1958, 03:46 GMT; s/n SLV-1; miejsce startu: Przylądek Canaveral (LC18A), USA
Ładunek: Vanguard 2B; Uwagi: start nieudany – stopień 3. uzyskał niewłaściwą orbitę
7. 26 czerwca 1958, 05:00:52 GMT; s/n SLV-2; miejsce startu: Przylądek Canaveral (LC18A), USA
Ładunek: Vanguard 2C; Uwagi: start nieudany – przedwczesne wyłączenie się 2. stopnia rakiety
8. 26 września 1958, 15:38 GMT; s/n SLV-3; miejsce startu: Przylądek Canaveral (LC18A), USA
Ładunek: Vanguard 2D; Uwagi: start nieudany – 2. stopień rakiety osiągnął za małą moc
9. 17 lutego 1959, 15:55 GMT; s/n SLV-4; miejsce startu: Przylądek Canaveral (LC18A), USA
Ładunek: Vanguard 2; Uwagi: start udany. Silnik 3. stopnia rakiety osiągnął orbitę (COSPAR: 1959-001B)
10. 14 kwietnia 1959, 02:49:46 GMT; s/n SLV-5; miejsce startu: Przylądek Canaveral (LC18A), USA
Ładunek: Vanguard 3A; Uwagi: start nieudany
11. 22 czerwca 1959, 20:16:09 GMT; s/n SLV-6; miejsce startu: Przylądek Canaveral (LC18A), USA
Ładunek: Vanguard 3B; Uwagi: start nieudany
12. 18 września 1959, 05:20:17 GMT; s/n SLV-7; miejsce startu: Przylądek Canaveral (LC18A), USA
Ładunek: Vanguard 3; Uwagi: start udany